# روبرت إف. بالز
روبرت إف. بالز (بالإنجليزية: Robert F. Bales)‏ هو عالم نفس وأستاذ جامعي أمريكي، ولد في 9 مارس 1916، وتوفي في 16 يونيو 2004 في سان دييغو في الولايات المتحدة.